# Зелёная химия
Зелёная химия (англ. green chemistry) — научное направление в химии, к которому можно отнести любое усовершенствование химических процессов, которое положительно влияет на окружающую среду. Как научное направление возникла в 90-е годы XX века.
Новые схемы химических реакций и процессов, которые разрабатываются во многих лабораториях мира, призваны кардинально сократить влияние на окружающую среду крупнотоннажных химических производств. Химические риски, неизбежно возникающие при использовании агрессивных сред, производственники традиционно пытаются уменьшить, ограничивая контакты работников с этими веществами.
В то же время Зелёная химия предполагает другую стратегию — вдумчивый отбор исходных материалов и схем процессов, который вообще исключает использование вредных веществ. Таким образом, Зеленая химия — это своего рода искусство, позволяющее не просто получить нужное вещество, но получить его таким путём, который, в идеале, не вредит окружающей среде на всех стадиях своего получения.
Последовательное использование принципов Зеленой химии приводит к снижению затрат на производство хотя бы потому, что не требуется вводить стадии уничтожения и переработки вредных побочных продуктов, использованных растворителей и других отходов, — поскольку их просто не образуется. Сокращение числа стадий ведет к экономии энергии, и это тоже положительно сказывается на экологической и экономической оценке производства.
В настоящее время Зелёная химия как новое научное направление имеет большое число сторонников.

## Основные отличия
В то время как Химия окружающей среды изучает источники, распространение, устойчивость и воздействие химических загрязнителей; Химия для окружающей среды обеспечивает химические решения для того, чтобы избавиться от загрязнений. При этом существуют следующие возможные пути химических решений:
- 1. Уничтожать загрязнители, поступившие в окружающую среду
- 2. Ограничивать их распространение, если они локальные
- 3. Прекратить их производство — путём замены существующих способов получения химических продуктов на новые.

Первые два направления входят в область исследований Экологической химии; последнее направление представляет собой ту область, которой занимается Зелёная химия.

## Двенадцать принципов зелёной химии
В 1998 году П. Т. Анастас и Дж. С. Уорнер в своей книге «Зеленая химия: теория и практика» 
сформулировали двенадцать принципов «Зеленой химии», которыми следует руководствоваться исследователям, работающим в данной области:
- 1. Лучше предотвратить потери, чем перерабатывать и чистить остатки.
- 2. Методы синтеза надо выбирать таким образом, чтобы все материалы, использованные в процессе, были максимально переведены в конечный продукт.
- 3. Методы синтеза по возможности следует выбирать так, чтобы используемые и синтезируемые вещества были как можно менее вредными для человека и окружающей среды.
- 4. Создавая новые химические продукты, надо стараться сохранить эффективность работы, достигнутую ранее, при этом токсичность должна уменьшаться.
- 5. Вспомогательные вещества при производстве, такие, как растворители или разделяющие агенты, лучше не использовать совсем, а если это невозможно, их использование должно быть безвредным.
- 6. Обязательно следует учитывать энергетические затраты и их влияние на окружающую среду и стоимость продукта. Синтез по возможности надо проводить при температуре, близкой к температуре окружающей среды, и при атмосферном давлении.
- 7. Исходные и расходуемые материалы должны быть возобновляемыми во всех случаях, когда это технически и экономически выгодно.
- 8. Где возможно, надо избегать получения промежуточных продуктов (блокирующих групп, присоединение и снятие защиты и т. д.).
- 9. Всегда следует отдавать предпочтение каталитическим процессам (по возможности наиболее селективным).
- 10. Химический продукт должен быть таким, чтобы после его использования он не оставался в окружающей среде, а разлагался на безопасные продукты.
- 11. Нужно развивать аналитические методики, чтобы можно было следить в реальном времени за образованием опасных продуктов.
- 12. Вещества и формы веществ, используемые в химических процессах, нужно выбирать таким образом, чтобы риск химической опасности, включая утечки, взрыв и пожар, были минимальными.

## Основные направления
Пути, по которым развивается зелёная химия, можно сгруппировать в следующие направления:
- Новые пути синтеза (часто это реакции с применением катализатора);
- Возобновляемые источники сырья и энергии (то есть полученные не из нефти);
- Замена традиционных органических растворителей.

В 2005 году Р. Ноёри выделил три ключевых направления развития Зелёной химии: использование сверхкритического CO2 в качестве растворителя, водного раствора перекиси водорода в качестве окислителя, и использование водорода в асимметрическом синтезе.

### Новые пути синтеза
Наиболее распространенный — использование катализатора, который снижает энергетический барьер реакции. Некоторые из новейших каталитических процессов обладают очень высокой атомной эффективностью. Так, например, процесс синтеза уксусной кислоты из метанола и CO на родиевом катализаторе, разработанный фирмой Монсанто, протекает со 100 % выходом:
CH3OH + CO => CH3COOH
Другое направление — использование локальных источников энергии для активации молекул (фотохимия, микроволновое излучение), позволяющих снизить затраты энергии.

### Замена традиционных органических растворителей
Большая надежда возлагается на использование сверхкритических жидкостей (в основном, углекислый газ и вода, в меньшей степени — аммиак, этан, пропан и др.)
Сверхкритический CO2 уже широко применяется в качестве безвредного, экологически чистого растворителя — например, для экстракции кофеина из кофейных зёрен, эфирных масел из растений и в качестве растворителя для некоторых химических реакций.
Другими примерами являются реакции окисления, протекающие в сверхкритической воде (en:Supercritical water oxidation), реакции, протекающие в водной эмульсии (en:On water reaction), а также реакции без растворителей (включая твердофазные реакции).
Ещё одно перспективное направление это использование ионных жидкостей. Они представляют собой расплавленные соли при низких температурах. Это новый класс растворителей, которые не имеют давления насыщенного пара и поэтому не испаряются и не являются горючими. Имеют очень хорошую способность растворять широкие гаммы веществ, в том числе и биополимеры. Их возможное количество не ограничено, и они могут быть получены с любыми заданными наперед свойствами. Кроме того, они могут быть получены из возобновляемых источников, быть не токсичными и не опасными для окружающей среды и человека.

### Возобновляемые исходные реагенты

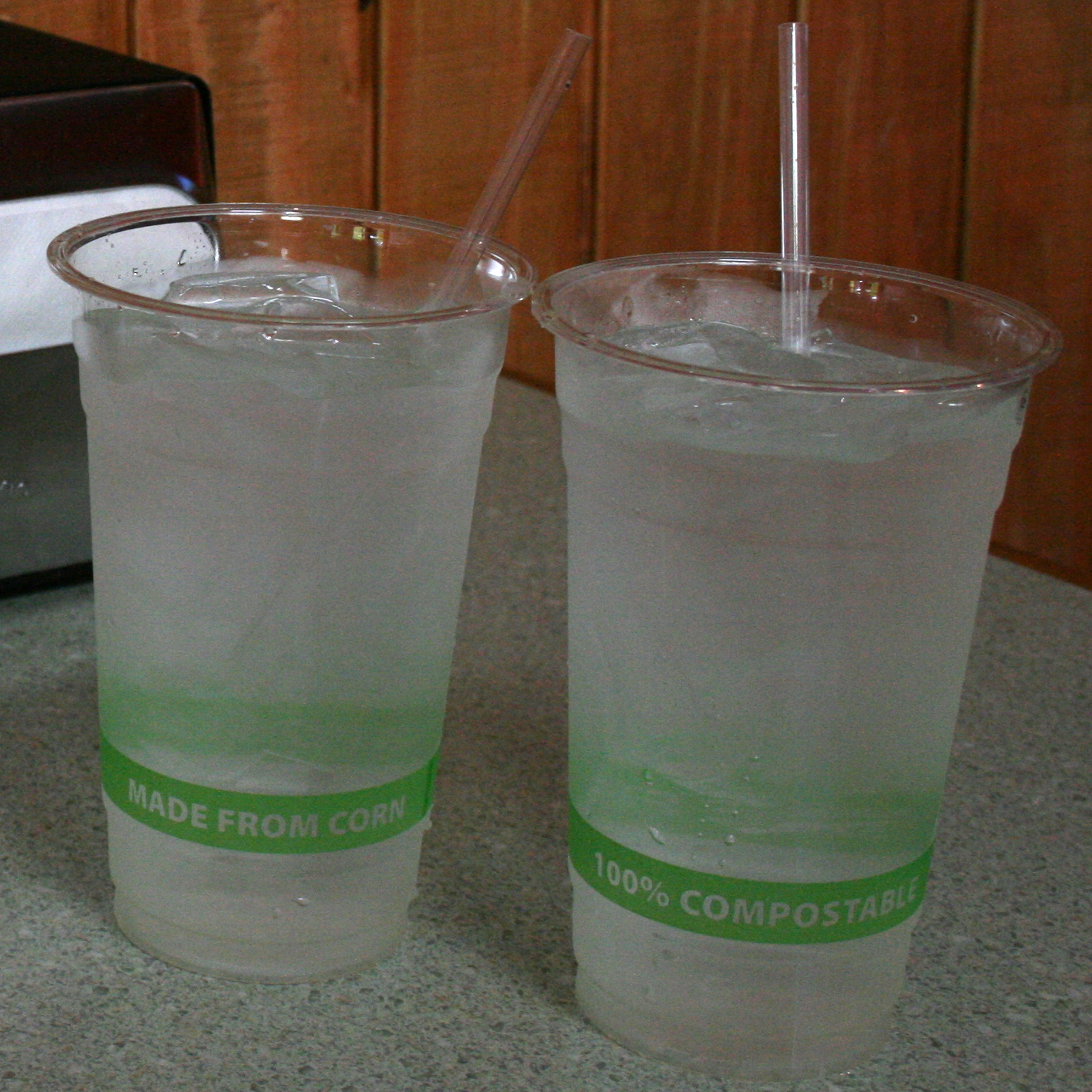
Биоразлагаемые одноразовые стаканы, сделанные из полилактида.

Ещё один путь, ведущий к целям «зеленой химии», — широкое использование биомассы вместо нефти, из которой химические предприятия творят сейчас все многообразие веществ — конструкционные материалы, химикаты, лекарства, парфюмерию и многое, многое другое.
С 70-х годов XX века в Бразилии, ЕС, Китае, США и других странах построено множество заводов, которые сегодня дают порядка 75 млрд л или ок. 60 млн т топливного спирта (данные 2009 г.), полученного биотехнологическим путём из сахарного тростника, кукурузы, свеклы, патоки и др. источников. Также быстро растет производство эфиров жирных кислот ("биодизеля") и, в последнее время, целлюлозного этанола (см. также Биоэтанол, Биотопливо).
Работает несколько мощных заводов по получению молочной кислоты из глюкозы, полученной из мелассы и отходов целлюлозы. Производительность такого предприятия близка к теоретической: из килограмма глюкозы производится килограмм молочной кислоты. Полученная дешёвая молочная кислота и её ангидрид (лактид) далее используются в производстве биоразлагаемого полимера — полилактида.
К целям зелёной химии относится также разработка путей эффективного использования такого сырья, как лигнин, который пока не нашёл широкого применения.

### Биотехнология
Биотехнология (биоинженерия) также рассматривается в качестве перспективной техники для достижения целей Зелёной химии. Ряд промышленно важных химических соединений может быть синтезирован (и уже синтезируется) с высокими выходами с помощью биологических агентов (большей частью трансгенных) — микроорганизмов, растений, грибов, животных.

## Премии
- США: Presidential Green Chemistry Challenge Awards [3]